# A Farewell to Kings
A Farewell to Kings is het vijfde studioalbum van de Canadese rockband Rush. Het album verscheen in 1977.

## Inleiding
Na de uitgifte van hun vorige studioalbum 2112 ging de band uitgebreid op tournee, waarvan de weerslag werd uitgegeven via het album All the World's a Stage. Tijdens de laatste dagen van die reeks was het nummer Xanadu al te horen. Vrijwel direct daarna trokken ze zich terug om te werken aan het nieuwe album. Ze vertrokken naar de Rockfield Studios in Wales, daar waar vorige albums werden opgenomen in Toronto. De studio werd gekozen met hulp van muziekproducent Terry Brown, aldus Peart. Hij zei ook dat de vriendelijke sfeer binnen de studio heeft bijgedragen aan de sfeer van het album. Tijdens de opnamen probeerden de leden allerlei nieuwe muziekinstrumenten uit, zodat een andere sound zou ontstaan dan die van 2112 en het zoeken naar een nieuw bandlid kon worden voorkomen. Lee zei in 2017 terugkijkend, dat die beslissing zou bijdragen aan hun toekomstige ontwikkeling. 
Na drie weken waren de opnamen klaar en kon het mixen beginnen in de Advision Studios in Londen. Daarna werd de muziek gezonden naar hoesontwerper Hugh Syne (verantwoordelijk voor meerdere hoezen voor Rush). Hij liet zich inspireren door de titeltrack en kwam met een slooppand in Buffalo (New York) met op de achtergrond het Harbour Castle Hotel in Toronto met op de voorgrond een onttakelde koning in marionetvorm (ooit belangrijk, nu vergeten).   
Het album werd in de nazomer wereldwijd uitgegeven. Verkoop in de Verenigde Staten liep vanaf het begin goed; in november had het al de “goudstatus" bereikt (500.000 verkochte exemplaren). Het album stond zeventien weken genoteerd in de Billboard 200 met als hoogste notering plaats 33. In Engeland vormde A Farewell to Kings hun debuut in de albumlijst met zes weken notering en hoogste notering plaats 22. De rest van Europa was nog niet zover; het haalde geen notering. Het album bleef in Nederland vrij onbekend; wel constateerde OOR's Pop-encyclopedie (versie 1981) een gestage ontwikkeling van 2112 via A Farewell to Kings naar Hemispheres.  
In 2017 kwam een Anniversary-editie uit ter viering van de 40e verjaardag van het album, uitgesmeerd over drie cd's. Dat haalde wel een notering in sommige landen, maar dan toch in de onderste regionen (in Nederland 1 week op plaats 150).   

## Musici
- Geddy Lee - basgitaar, zang, baspedalen, miniMoog, gitaar
- Alex Lifeson - gitaar, pedaal
- Neil Peart - drums (trommels, bekkens, orkestbellen, buisklokken, templeblocks, koebel, wind chimes, bellboom, triangel en vibra slap)

## Muziek
| Nr. | Titel                      | Duur  |
| --- | -------------------------- | ----- |
| 1.  | A Farewell to Kings (Rush) | 5:51  |
| 2.  | Xanadu (Rush)              | 11:00 |
| 3.  | Closer to the Heart (Rush) | 2:53  |
| 4.  | Cinderella Man (Rush)      | 4:21  |
| 5.  | Madrigal (Rush)            | 2:35  |
| 6.  | Cygnus X-1 (Rush)          | 10:25 |

Cinderella man is losjes gebaseerd op de film Mr. Deeds Goes to Town van Frank Capra. De track Cygnus X-1 vormt een eenheid met de eerste track van Hemisphers: Cygnus X-1, book II. Dream Theater nam ooit een cover op van Xanadu.
1. ↑  (en) Rush – A Farewell To Kings. Discogs.com. Gearchiveerd op 6 april 2022. Geraadpleegd op 6 april 2022.